# سيرغي كيزانوف
سيرغي كيزانوف (بالروسية: Кожанов, Сергей Леонидович)‏ (21 يوليو 1964 في روسيا - ) هو لاعب كرة قدم روسي (وحمل سابقاً جنسية الاتحاد السوفيتي) في مركز الدفاع. لعب مع تشورنومورتس أوديسا ودينامو موسكو وزمبرو تشيسيناو وسبارتاك فلاديكافكاز ونادي دينامو الداغستاني ونادي أوديسا وFC Krasnoznamensk ‏.

## وصلات خارجية
- سيرغي كيزانوف على موقع قاعدة بيانات كرة القدم.إي يو (الإنجليزية)